# Mathieu Lanes
Mathieu Lanes /maˈtjø lan/ (1660 – Tolosa, 1725) è stato un compositore, organista e clavicembalista francese.

## Biografia
Non si sa praticamente nulla di lui, tranne che è stato organista e maestro del coro della cattedrale di Tolosa all'inizio del XVIII secolo.
Una strada di Tolosa gli è intitolata.

## Opere
È noto grazie a un manoscritto di 134 pagine intitolato Petites Pièces d’orgue de M. Lanes (1710-1722) contenente 90 pezzi anonimi per organo e alcuni pezzi per clavicembalo di François Couperin (Le Rossignol en amour, Double du Rossignol en amour, Fanfare pour la suite de Diane, La Voluptueuse) conservato nella biblioteca del Conservatorio municipale di Tolosa (Res. Mus. Cons. 943).
Alcuni pezzi, come la Gavote, il Rondeau, La Piémontoise (rondeau double) e la sonata in sol maggiore sono verosimilmente destinati al clavicembalo.

### Riedizione moderna
- Petites pièces d’orgue de Mathieu Lanes, a cura di Norbert Dufourcq, Roger Hugon, Janine Alaux e Roberte Machard, Parigi, Société française de musicologie, Heugel, 1970

## Discografia
- (FR) France Orgue discografia a cura di Alain Cartayrade